# Nötbrosktryffel
Nötbrosktryffel (Hysterangium coriaceum) är en svampart som beskrevs av R. Hesse 1891. Nötbrosktryffel ingår i släktet Hysterangium och familjen Hysterangiaceae.  Arten är reproducerande i Sverige. Inga underarter finns listade i Catalogue of Life.